# Mirko Jozić
Mirko Jozić (* 8. April 1940 in Trilj) ist ein Fußballtrainer und ehemaliger kroatischer Fußballspieler. Vor allem durch seine Erfolge als Trainer erlangte Jozić Bekanntheit. Mit den jugoslawischen Jugendnationalteams wurde er Europa- und Weltmeister, mit CSD Colo-Colo gewann er die Copa Libertadores 1991 und brachte die kroatische Nationalmannschaft zur Weltmeisterschaft 2002.

## Karriere

### Vereinskarriere
Im Alter von 13 bis 20 Jahren spielte Mirko Jozić für Hajduk Split. Danach spielte der Mittelfeldspieler, der später auch als Libero spielte, für den Zweitligisten NK Osijek. Er beendete seine Karriere im Alter von 27 Jahren aufgrund einer Verletzung am rechten Knöchel und begann ein Studium zum Sportlehrer an der Universität Zagreb.

### Trainerkarriere
Mirko Jozić begann seine Karriere 1970 als Trainer und erzielte seinen ersten Erfolg, als er NK Junak von der dritten jugoslawischen Liga in die zweite beförderte. 1972 nahm er das Angebot des jugoslawischen Verbandes an, als Jugendnationaltrainer zu arbeiten. 1979 gewann Jozić mit der U-19-Nationalmannschaft die Europameisterschaft. Mit der U-20 Jugoslawiens gewann Jozić die Junioren-Fußballweltmeisterschaft 1987 in Chile, indem Deutschland im Finale nach Elfmeterschießen besiegt werden konnte. Auch individuelle Auszeichnungen gingen an jugoslawische Spieler: Robert Prosinečki wurde vor Teamkollege Zvonimir Boban bester Spieler des Turniers, Davor Šuker gewann den silbernen Schuh als zweitbester Torjäger. Auch wenn es sportlich für Jozić gut lief, änderte sich die politische Lage schlagartig mit dem Sturz des Präsidenten und der Machtergreifung der serbischen Kommunisten unter Führung von Slobodan Milošević, der sich immer mehr zum Nationalisten entwickelte. Mirko Jozić kehrte daraufhin seiner Heimat den Rücken und ging nach Chile zurück, wo er ab 1988 als Jugendtrainer des CSD Colo-Colo arbeitete.
1990 wurde er Cheftrainer der Profimannschaft und gewann sofort den Meistertitel und wurde Pokalsieger. Der größte Erfolg folgte im Jahr darauf, als Colo-Colo die Copa Libertadores 1991 als erster Klub Chiles gewann. Das Team von Jozić behielt in den Finalspielen gegen Club Olimpia aus der paraguayischen Hauptstadt Asunción mit 0:0 im Estadio Defensores del Chaco und 3:0 im heimischen Estadio Monumental die Oberhand. Jozić war der erste nicht-südamerikanische Trainer, der die Copa Libertadores gewinnen konnte. Der Weltpokal in Tokio, für den sich der Copa-Libertadores-Meister qualifiziert, ging gegen den europäischen Europapokalsieger der Landesmeister Roter Stern Belgrad aus seinem Heimatland Jugoslawien mit 0:3 verloren. Den südamerikanischen Supercup, der Recopa Sudamericana 1992, gegen den Supercopa-Sudamericana-Sieger Cruzeiro Belo Horizonte aus Brasilien, gewann Colo-Colo mit 5:4 nach Elfmeterschießen, wobei Mirko Jozić für das Elfmeterschießen Torhüter Marcelo Ramírez in der 120. Spielminute erfolgreich einwechselte. Bei der Copa Interamericana 1992 gegen den CONCACAF-Champions-League-Sieger Puebla FC aus Mexiko gewann der chilenische Hauptstadtklub mit 4:1 und 3:1. National holte Colo-Colo 1991 erneut die Meisterschaft, fünf Punkte vor dem Zweitplatzierten Coquimbo Unido. 1993 wurde Colo-Colo erneut Meister, womit die erfolgreiche Ära Jozić beim Klub endete.
1994 wurde Mirko Jozić Trainer der chilenischen Nationalmannschaft, mit der er sich für die Weltmeisterschaft 1998 qualifizieren wollte. Doch schon vor Beginn der Qualifikation endete seine Amtszeit, nachdem er gegen Bolivien, Argentinien und die USA Niederlagen erlitten hatte. Nach weiteren Vereinsstationen in Mexiko, seinem mittlerweile unabhängigen Heimatland Kroatien, Saudi-Arabien, wo er mit al-Hilal 1996/97 den Asienpokal der Pokalsieger gewinnen konnte, Argentinien und Portugal zog es ihn als Jugendnationaltrainer Kroatiens in seine Heimat zurück. 2000 wurde er Coach der A-Nationalmannschaft Kroatiens und führte das Team zur Weltmeisterschaft 2002 nach Japan und Südkorea. Mit einigen Spielern seiner Weltmeistermannschaft von 1987 schied Jozić allerdings trotz 2:1-Sieges über Italien als Gruppendritter aus und wurde vom Verband entlassen. 2005 arbeitete Jozić als Sportdirektor bei Colo-Colo und beendete 2006 als Jugendtrainer bei Dinamo Zagreb seine Trainertätigkeit.

## Erfolge
Junak Sinj
- Meister 3. Liga Jugoslawiens: 1970/71

Colo-Colo
- Chilenischer Meister (3): 1990, 1991, 1993
- Chilenischer Pokalsieger: 1990
- Copa Libertadores: 1991
- Recopa Sudamericana: 1992
- Copa Interamericana: 1992

Jugendnationalmannschaft Jugoslawiens
- U-19-Europameisterschaft: 1979
- U-20-Weltmeisterschaft: 1987